# Coleophora sabulella
Coleophora sabulella é uma espécie de mariposa do gênero Coleophora pertencente à família Coleophoridae.